# Status qualitatis
Status qualitatis tillhör statusläran som konstruerades för att vinna rättstvister. Inom klassisk retorik gäller endast fyra olika nivåer för oenighet, dessa är status coniecturalis, status definitionis, status qualitatis samt status translationis. 

## Definition
Status qualitatis, kvalitetsfrågan är den tredje nivån i statusläran. Finns det speciella sakförhållanden att ta hänsyn till?

## Historik
Statusläran syftar i första hand till genus judiciale (som är en av tre talgenre enligt den klassiska retoriken) Genus judiciale bruka även benämnas som rättstal eller juridiska tal. Statusläran kan även appliceras i vardagen, inom vetenskapen samt i debatter. Genom statuslärans nivåer kan man finna möjligheter samt upptäcka faror som gömmer sig och kan med vinning användas av motståndare. 

## Kvalitetsfrågans teori
Var det ändå rätt att utföra handlingen? Fanns det andra omständigheter som gjorde att inget annat val fanns?
I detta steg finns det fyra olika tillvägagångssätt att utnyttja. Dessa är comparatio, remotio criminis, relatio criminis, och concessio.

### Comparatio
Comparatio är en slags jämförelse. Går det att jämföra brottet med något brutalare eller mildare brottslig handling? Samtliga jämförelser som på ett eller annat sätt kan få handlingen att te sig obetydlig eller av stor betydelse är lämpliga.

### Remotio criminis
Avlägsnande av brottet genom att förneka ansvar för händelsen kan det i vissa fall kan man med fördel lägga över skulden på en tredje part. Detta innebär inte att det endast är personer skulden läggs på utan även förekommande omständigheter som tvingat den åtalade till denna handling.

### Relatio criminis
Återförande av brottet innebär att man ser efter möjligheter att föra tillbaka brottet på den som anklagar eller offret.  

### Concessio
Medgivandet syftar till att den åtalade kan om denne vill be om ursäkt/nåd. Detta grenar ut i urskuld (purgatio) eller avbön (deprecatio). Urskuld betyder att handlingen förnekas som brottslig avsikt. Den åtalade anger sina skäl för att syftet var gott även om handlingssättet är klandervärt. I sin tur delas urskuld in i tre underkategorier, nödtvång (necessitas), olyckshändelse (fortuna) och ovetenskap (inprudentia). Genom avbön medges den brottsliga handlingen. Detta kan ej stödja sig på olyckshändelser, nödtvång eller bristande kunskap utan avser endast förlåtelse.